# Bruno Guglielminetti
Bruno Guglielminetti est un spécialiste des nouvelles technologies et des médias numériques. Il a été chroniqueur à Radio-Canada de 1987 à 2010 et réalisateur de l'émission de Christiane Charette sur la Première Chaîne de Radio-Canada de 2006 à 2010. Il a écrit pour La Presse de 1996 à 2003 et pour Le Devoir de 2005 à 2010. Il a été au poste de directeur de la communication numérique et informations stratégiques au Cabinet de relations publiques National à Montréal de 2010 à février 2014. Il occupe maintenant le poste de directeur général des services numériques du Groupe Juste pour rire depuis le 17 février 2014.
Il était aussi chroniqueur à l'émission Le Lab, magazine d'information animé par Philippe Fehmiu et diffusé VOX (réseau de télévision). 
Il est l'auteur du best-seller Les 1000 meilleurs sites en français de la planète publié aux éditions Logique.

## Prix et distinctions
En 2003, il reçoit le prix du communicateur de l'année décerné par l'Association internationale des Professionnels de la Communication (du Canada). L'année suivante, il obtient de l'OQLF le Mérite de la langue française dans le domaine des nouvelles technologies. En mai 2009, il reçoit le prix d'excellence dans le journalisme scientifique et technique de la Canadian Advanced Technology Alliance à Ottawa. 